# Astragalus psilolophus
Astragalus psilolophus är en ärtväxtart som beskrevs av Alexander Gustav von Schrenk. Astragalus psilolophus ingår i släktet vedlar, och familjen ärtväxter. Inga underarter finns listade i Catalogue of Life.